# 石津良介
石津 良介（いしづ りょうすけ、明治40年（1907年） - 昭和61年（1986年））は、日本の写真家。ファッションデザイナー・石津謙介の兄。

## 経歴

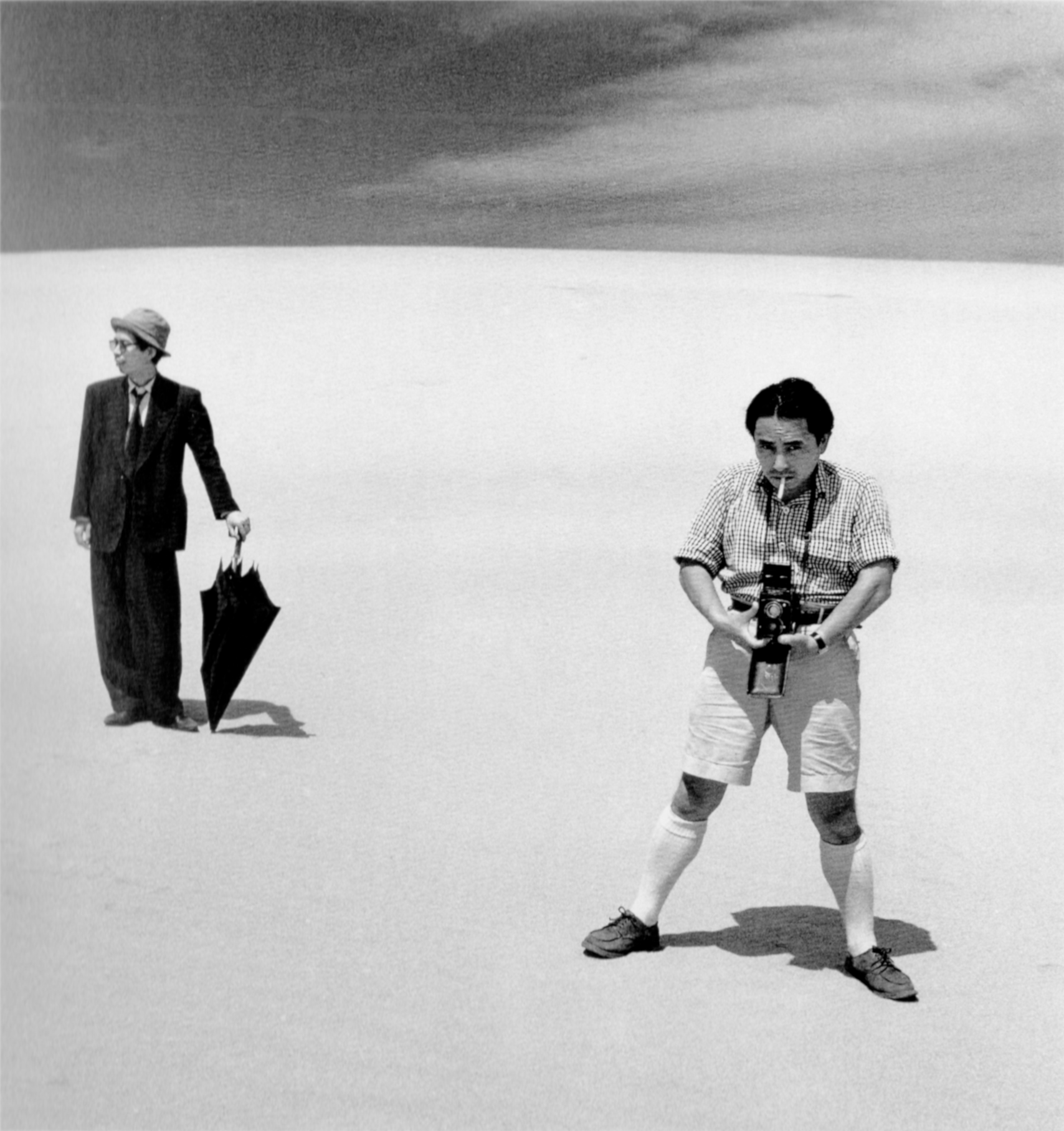
『土門拳と石津良介』 (1949年、植田正治撮影。植田正治写真美術館所蔵) 左の人物が石津。

岡山県岡山市片瀬町（現・岡山市北区天瀬）の老舗紙問屋「紙石津」の長男として生まれる。慶應義塾大学経済学部に入学。在学中に家業を継がないことを宣言し、これにより弟の謙介が家業を継ぐ羽目になった。昭和7年（1932年）大学を中退。帰郷し写真家を志す。
一時期、松竹キネマに入社。昭和9年（1934年）岡山在住の写真家・大森一夫、山崎治雄らと県下で初の写真家集団「光ト影の会」を結成（のちの岡山県知事・長野士郎が旧制第六高等学校時代、石津に憧れ同会に入会している）。
昭和12年（1937年）「光ト影の会」を「中国写真家集団」に発展させ、中国地方在住の写真家が参加した。「中国写真家集団」の展覧会を毎年東京で開催し、植田正治、緑川洋一、野村秋良、正岡国男らを著名にした。なお、この展覧会は昭和15年（1940年）に4回で終了している。
昭和13年（1938年）アルス出版の雑誌『カメラ』編集長高桑勝雄の誘いで上京し、中国写真家集団を大森一夫、山崎治雄らに託し、同誌の編集者となった。この頃、安井仲治、評論家の伊藤逸平、桑原甲子雄らとの交流があった。昭和16年（1941年）に『カメラ』、『カメラクラブ』（以上、アルス）、『写真サロン』（玄光社）が整理統合して『写真文化』誌が誕生すると、のちにその編集長に就任した。『写真文化』では、当時まだ学生であった三木淳の勧めにより、まだアマチュア写真界であまり知られていなかった土門拳を紹介した。また昭和18年（1943年）9月号では柳田國男を招き、土門拳、濱谷浩、坂本万七らの写真家と「民俗と写真」のテーマで座談会を企画。
昭和18年（1943年）には中国に渡り、加藤恭平、林忠彦、大竹省二らと在北京日本大使館の外郭団体として「華北弘報写真協会」を設立し、日本の宣伝写真を撮影した。昭和20年（1945年）北京で終戦を迎える。
昭和21年（1946年）中国より復員。岡山市内で歯科医を営んでいた緑川洋一と写真工房を開設。
昭和22年（1947年）東京で桑原甲子雄、秋山庄太郎や林忠彦らと写真家集団「銀龍社」を結成。緑川や植田正治を会員に推挙した。また同年、岡山の戦後文化を牽引する「岡山芸能懇話会」の結成に参加。岡山の伝統文化を記録、紹介する冊子の刊行や演劇の上演をするなどした。
昭和24年（1949年）にはアルス出版の復刊『CAMERA』編集長、桑原甲子雄の企画による、土門拳、植田正治、緑川洋一の鳥取砂丘撮影会に参加。植田の撮影による土門、石津のポートレート写真が遺されている。その後、昭和31年（1956年）またアルス出版の編集者として東京に戻り、桑原甲子雄の後を受け、一時代を築いた『CAMERA』の最後の編集長となる。
1960年代には小豆島にも足繁く通い撮影を行い、岡山市、東京、そして小豆島土庄での現地写真展も開催（現地写真展は木村伊兵衛の示唆によった）。また新成羽ダム等、高梁川流域の共同制作による記録を指導し、現地写真展を開催するなど、晩年は自ら写真撮影を行うよりも後進の育成やアマチュア写真家の指導に尽力した。また写真の世界では「共同制作」は当時、例のほとんどない斬新な試みであった。昭和61年（1986年）逝去、享年80。

## 著作集
- 子供の寫し方（アルス出版　1937年）
- 家庭写真の寫し方（アルス出版　1940年）
- 顔の研究（アルス出版　1940年）
- 瀬戸内海（緑川洋一との共作　実業之日本社　1962年）
- 瀬戸内海と山陽路（緑川洋一との共作　実業之日本社　1968年）
- 倉敷・岡山・尾道（中村昭夫との共作　実業之日本社　1977年）
- 岡山の町並み　（共同記録を指導、岡山県郷土文化財団／編　1984年）

など